# Adam Napieralski

Adam Napieralski

Adam Napieralski (* 12. Oktober 1861 in Kluczewo, Landkreis Schmiegel, Provinz Posen; † 24. Oktober 1928 in Karlsbad, Tschechoslowakei), Pseudonyme: Marian Firlej, Robotnik Michał, war ein polnischer Nationalaktivist und Publizist in Oberschlesien.

## Leben
Napieralski war ein polnischer Journalist. Er kam im Jahr 1889 nach Beuthen und übernahm die Zeitung „Katolik“ mit dem angegliederten Buchverlag, der zu einem der angesehensten Verlage im gesamten polnischsprachigen Raum wurde. Im Laufe der Jahre entwickelte sich Napieralski zum Inhaber und Herausgeber des bedeutendsten Zeitungsimperiums des Sprachraumes.
Diese Macht nutzte er für seine politischen Ambitionen. Er setzte sich in der deutsch-polnischen Auseinandersetzung Oberschlesiens für eine unabhängige Linie der Polen ein, wodurch seine engen Bindungen an die Zentrumspartei zeitweise erheblichen Belastungen ausgesetzt waren.
Die Versuche des Zentrums, die polnischen und pro-polnischen Aktivisten in den eigenen Reihen gewähren zu lassen, um die oberschlesischen Wähler für sich zu gewinnen, scheiterten mit der Zeit an der zunehmenden Radikalisierung der nationalen Frage und führten zur faktischen Abspaltung der Fraktion unter Napieralskis Führung bei den Wahlen zum Reichstag des Jahres 1903. Die sogenannte „Zentrumspolnische Bewegung“ (polnische Fraktion) innerhalb der Zentrumspartei nannte sich nach Napieralskis Zeitung auch „Katolik-Partei“ und gründete 1903 die neue Polnische Nationaldemokratische Partei.
Am 12. Juni 1906 gewann der Pole Napieralski als Führer der „Katolik-Partei“ mit 28.264 Stimmen im Wahlkreis Beuthen-Tarnowitz die Reichstagsersatzwahl vor dem Zentrums-Kandidaten, der nur 8.861 Stimmen erhielt. Die Presse der Zentrumspartei sah in der Ostmarkenpolitik der Regierung die Ursache für die „Zunahme des oberschlesischen Polentums“. Die folgenden Jahre bis 1912 gehörte Napieralski dem deutschen Reichstag an.
Gemeinsam mit dem Priester Stanisław Radziejowski gründete Napieralski 1889 die „Gewerkschaft für Gegenseitige Hilfe der Christlichen Oberschlesienarbeiter“. In den folgenden Jahren hatte er damit entscheidenden Einfluss auf die Entwicklung einer eigenständigen polnischen christlichen Arbeiterbewegung.

## Veröffentlichungen (Auswahl)
- Der ‚Katolik‘ und das schlesische Centrum von 1889 bis 1903, Verlag Katolik, Beuten (Oberschlesien) 1903
- Deutschland, Österreich-Ungarn, Polen. Ein Beitrag zur Lösung der polnischen Frage, Verlag Katolik, Beuthen (Oberschlesien) 1918